# Sjællands Stiftsbibliotek
Sjællands Stiftsbibliotek opbevares i Roskilde Bibliotek og indeholder ca. 40.000 bøger. Præster i det oprindelige Sjællands Stift kan låne bøger fra biblioteket, men andre kan også komme i betragtning som lånere.
Biblioteket blev stiftet i 1812 af biskop Friedrich Münter som landets første stiftsbibliotek. Man fik ved en en kongelig resolution lov til samme år at købe J.H. Taubers store bogsamling. Tauber var rektor ved Roskilde Katedralskole. I de første år gjorde domprovst Jens Michael Hertz et stort arbejde for at systematisere bibliotekets samlinger.
Oprindeligt havde biblioteket til huse i Roskilde Domkirkes riddersal, hvor der i dag er museum. I 1858-1859 blev der opført en bygning øst for domkirken til stiftsbiblioteket, tegnet og opført af arkitekt Ferdinand Meldahl. Bygningen er nu konventhus. Da Roskilde Kommune opførte et nyt bibliotek i 1961 blev det aftalt, at stiftsbibliotekets samlinger skulle opbevares dér.

## Ekstern henvisning
- Sjællands Stiftsbibliotek Arkiveret 7. juni 2007 hos  Wayback Machine

55°38′32″N 12°05′18″Ø / 55.64222°N 12.08833°Ø